# 後藤新平
後藤 新平（ごとう しんぺい、旧字体：後藤󠄁 新平󠄁、1857年7月24日〈安政4年6月4日〉- 1929年〈昭和4年〉4月13日）は、日本の医師、官僚・政治家。栄典は正二位勲一等伯爵。
愛知医学校長兼病院長。台湾総督府民政長官。南満洲鉄道（満鉄）初代総裁。逓信大臣、内務大臣、外務大臣。東京市第7代市長、ボーイスカウト日本連盟初代総長。東京放送局（のちの日本放送協会）初代総裁。拓殖大学第3代学長を歴任した。
計画の規模の大きさから「大風呂敷」とあだ名された、植民地経営者であり、都市計画家である。台湾総督府民政長官、満鉄総裁を歴任し、日本の南方・大陸進出を支え、鉄道院総裁として国内の鉄道を整備した。関東大震災後に内務大臣兼帝都復興院総裁として東京の帝都復興計画の立案・推進にも従事した。

## 生涯

### 生い立ち・医師時代
仙台藩水沢城下に、仙台藩一門留守家の家臣・後藤実崇と利恵の長男として生まれる。江戸時代後期の蘭学者・高野長英は本家筋の後藤家の出身で遠縁に当たる。今日では高野長英と後藤新平と斎藤実を指して「水沢の三偉人」と称するが、新平が幼少期を過ごした江戸時代末期には、高野長英とのつながりから「謀反人の子」として、新平はいじめられる幼少期を送った。
新平の家系の詳細については「後藤新平家」の項目を参照のこと。
1867年、11歳で留守邦寧の奥小姓となる。
廃藩置県後、胆沢県大参事であった安場保和に認められ、後の海軍大将・斎藤実とともに13歳で書生として引き立てられ、県庁に勤務した。15歳で上京し、東京太政官少史・荘村省三の下で門番兼雑用役になる。安場が岩倉使節団に随行後に福島県令となり、その縁で16歳で福島洋学校に入った。
後藤本人も最初から政治家を志していたとされるが、恩師・安場や岡田（阿川）光裕の勧めもあって、17歳で須賀川医学校に入学。同校では成績は優秀で、卒業後は山形県鶴岡の病院勤務が決まっていたが、安場が愛知県令を務めることになり、それについていくことにして愛知県医学校（現・名古屋大学医学部）の医者となる。ここで彼は目覚ましく昇進して24歳で学校長兼病院長となり、病院に関わる事務に当たっている。またこの間、明治15年（1882年）4月6日に岐阜の神道中教院で開催された板垣退助の政論演説会で、板垣が暴漢に刺され負傷する事件が発生。後藤が板垣退助を診察している。この際、後藤は「閣下、御本懐でございましょう」と言ったという。後藤の診察を受けた後、板垣は「彼を政治家にできないのが残念だ」と口にしたという。またこの時期に安場の次女・和子を妻にもらう。
明治14年（1881年）、愛知県千鳥ヶ浜に海水浴場が開かれ、これは後藤の指導によると伝えられている。この前年に開設された日本最古の医療目的の海水浴施設沙美海岸（岡山県倉敷市）に次ぎ、同じ年に開設された富岡海岸（横浜市金沢区）、兵庫県須磨海岸に並ぶもので、医療としての海水浴に先見の明を持っていた。
医師として高い評価を受ける一方で、先進的な機関で西洋医学を本格的に学べないまま医者となったことに、強い劣等感を抱いていたとも伝わっている。
明治15年（1882年）2月、愛知県医学校での実績や才能を見出され、軍医の石黒忠悳に認められて内務省衛生局に入り、医者としてよりも官僚として病院・衛生に関する行政に従事することとなった。
明治23年（1890年）、ドイツに留学。西洋文明の優れた部分を強く認める一方で同時にコンプレックスを抱くことになったという。帰国後、留学中の研究の成果を認められて医学博士号を与えられ、明治25年（1892年）12月には長與專齋の推薦で内務省衛生局長に就任した。
明治26年（1893年）、相馬事件に連座して5ヶ月間にわたって収監された。最終的には無罪となったものの衛生局長を非職となり失脚し、長與專齋にも見捨てられる破目となった。

### 「生物学の原則」に則った台湾統治
内務省衛生局員時代に局次長として上司だった陸軍省医務局長兼大本営野戦衛生長官の石黒忠悳が、陸軍次官兼軍務局長の児玉源太郎に後藤を推薦したことによって、明治28年（1895年）4月1日、日清戦争の帰還兵に対する検疫業務を行う臨時陸軍検疫部事務官長として官界に復帰し、広島・宇品港似島（似島検疫所）で検疫業務に従事して、その行政手腕の巧みさから、臨時陸軍検疫部長として上司だった児玉の目にとまる。
明治31年（1898年）3月、その児玉が台湾総督となると後藤を抜擢し、自らの補佐役である民政局長（1898年6月20日に民政長官）とした。そこで後藤は、徹底した調査事業を行って現地の状況を知悉した上で経済改革とインフラ建設を強引に進めた。こういった手法を後藤は自ら「生物学の原則」に則ったものであると説明している（比喩で「ヒラメの目をタイの目にすることは出来ない」と語っている）。それは「社会の習慣や制度は、生物と同様で相応の理由と必要性から発生したものであり、無理に変更すれば当然大きな反発を招く。よって現地を知悉し、状況に合わせた施政をおこなっていくべきである」という思想だった。

#### 台湾の調査事業
まず台湾における調査事業として臨時台湾旧慣調査会を発足させ、京都帝国大学教授で民法学者の岡松参太郎を招聘し、自らは同会の会長に就任した。また同じく京都帝大教授で行政法学者の織田萬をリーダーとして、当時まだ研究生であった中国哲学研究者の狩野直喜、中国史家の加藤繁などを加えて、清朝の法制度の研究をさせた。これらの研究の成果が『清国行政法』であり、その網羅的な研究内容は近世・近代中国史研究に欠かせない資料となっている。

#### 人材の招聘
開発と同時に人材の招聘にも力を注いだ。アメリカ合衆国から新渡戸稲造を招いた際には、病弱を理由に断る新渡戸を執務室にベッドを持ち込むことなどの特別な条件を提示して結局承諾させている。スカウトされた新渡戸は、殖産局長心得、臨時台湾糖務局長として台湾でのサトウキビやサツマイモの普及と改良に大きな成果を残している。また、生涯の腹心となった中村是公と出会ったのも台湾総督府時代だった。また、欧州留学中に知り合った林学者の河合鈰太郎を招聘し、河合は阿里山の森林資源調査、ひいては阿里山森林鉄路の開通に多大な成果をもたらしている。衛生局時代に知り合った医学者の高木友枝は、台湾でのペストやマラリア撲滅を実現するために後藤が招聘し台湾総督府医学校校長および設立した総督府研究所の所長に据えた。

#### 阿片漸禁策
当時は中国本土と同様に台湾でも阿片の吸引が庶民の間で蔓延しており、これが大きな社会問題となっていた。また、「日本人は阿片を禁止しようとしている」という危機感が抗日運動の引き金のひとつともなっていった。これに対し後藤は、阿片を性急に禁止する方法を採らなかった。
後藤はまず、阿片に高率の税をかけて購入しにくくさせるとともに吸引を免許制として次第に常習者を減らしていく方法を採用した。この方法は成功し、阿片常習者は徐々に減少した。総督府の統計によると、明治33年（1900年）には16万9千人いた阿片常習者は大正6年（1917年）には6万2千人、昭和3年（1928年）には2万6千人にまで減少している。こののち総督府では昭和20年（1945年）に阿片吸引免許の発行を全面停止、施策の導入から50年近くをかけて台湾では阿片の根絶が達成された。
しかし後藤の阿片政策には、後藤自身が、杉山茂丸らをパートナーとして阿片利権・裏社会との関わりを深めていったという見方も存在する。さらに後藤はまた、台湾総督府の阿片専売収入増加を図るために、阿片吸食者に売る阿片煙膏のモルヒネ含有量を極秘裡に減らして、より高い阿片煙膏を売り付けることを行い、その秘密を守り通すため、総督府専売局が、後藤と癒着した星製薬（創立者の星一が後藤の盟友である杉山茂丸の書生出身）以外の製薬業者による粗製モルヒネの分割払い下げ運動を強硬に拒んだことから、星製薬をめぐる疑獄事件である台湾阿片事件が発生したことが明らかにされている。

### 満鉄総裁
明治39年（1906年）、南満洲鉄道初代総裁に就任し、大連を拠点に満洲経営に活躍した。ここでも後藤は中村是公や岡松参太郎ら台湾時代の人材を多く起用するとともに30代、40代の若手の優秀な人材を招聘し、満鉄のインフラ整備、衛生施設の拡充、大連などの都市の建設に当たった。また満洲でも「生物学的開発」のために調査事業が不可欠と考え、満鉄調査部を発足させている。
当時、清朝の官僚の中で満洲に大きな関心を持っていたのは袁世凱を中心とする北洋軍閥であり、明治40年（1907年）4月の東三省建置に当たっては、彼の腹心である人物が多く要職に配置された。彼らは日本の満洲における権益独占を好まず、盛んにアメリカを引き込もうとし、その経済力を以って満鉄に並行する路線を建設しようとした。これは大連を中心に満鉄経営を推し進めていた日本にとって大きな脅威であった。
そこで後藤は袁に直接書簡を送ってこれが条約違反であることを主張し、この計画を頓挫させた。ただし満鉄への連絡線の建設の援助、清国人の満鉄株式所有・重役就任などを承認し、反日勢力の懐柔を図ろうとしている。また日露戦争後も北満洲に勢力を未だ確保していたロシア帝国との関係修復にも尽力し、満鉄のレールをロシアから輸入したり、伊藤博文とロシア側要路者との会談も企図したりしている（ただしこの会談は伊藤がハルビンで暗殺されたため実現しなかった）。
当時の日本政府では満洲における日本の優先的な権益確保を唱える声が主流であったが、後藤はむしろ日清露三国が協調して互いに利益を得る方法を考えていたのである。

### 拓殖大学学長

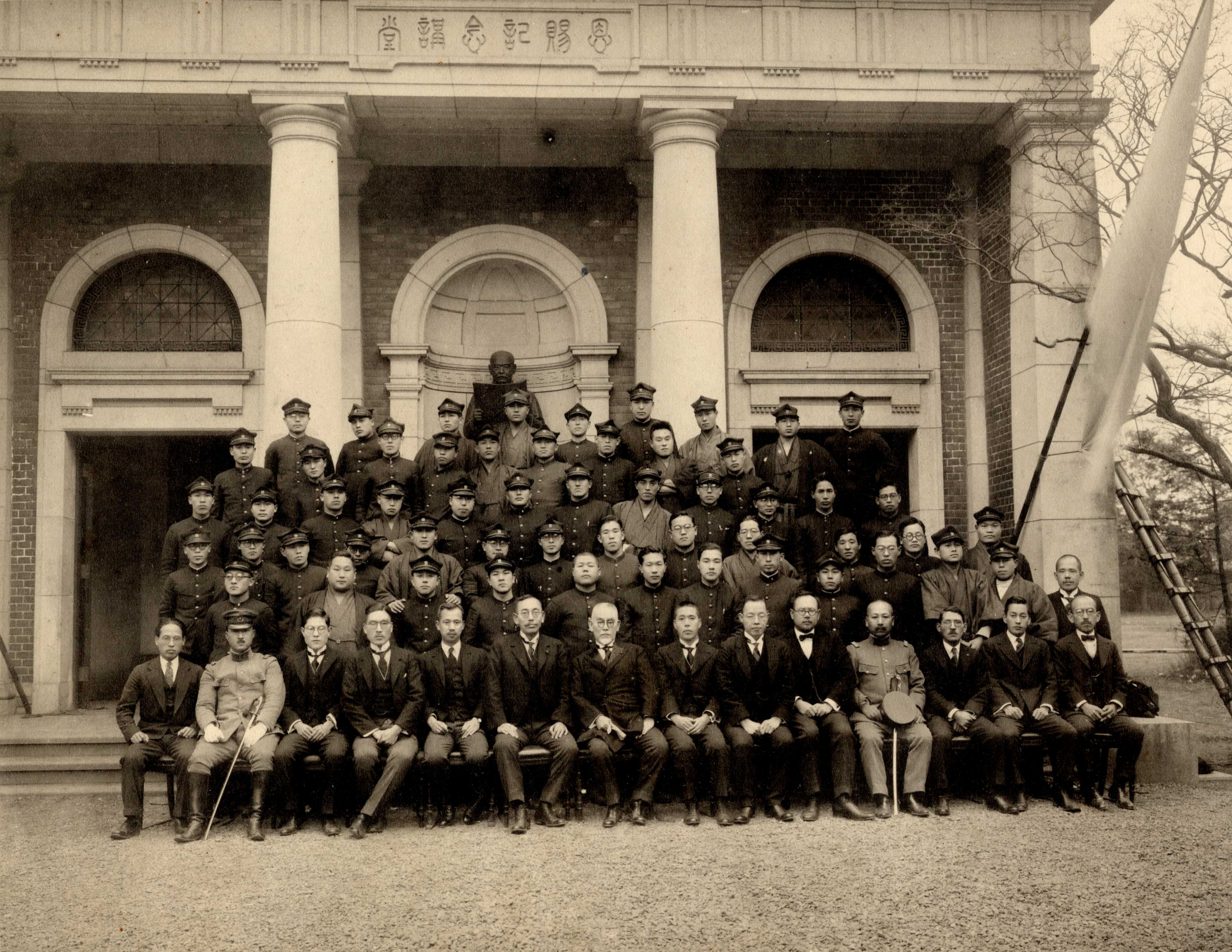
拓殖大学の大正14年の卒業写真。中央が後藤新平学長。左隣は永田秀次郎次期学長

大正8年（1919年）、拓殖大学（前身は桂太郎が創立した台湾協会学校）学長に就任（在職：大正8年（1919年）2月24日-昭和4年（1929年）4月13日）。
拓殖大学との関係は台湾総督府民政長官時代、設立間もない「台湾協会学校」の良き理解者としてたびたび入学式や卒業式で講演して物心両面において支援していたが、大正8年（1919年）より第3代学長として直接拓殖大学の経営に携わることとなった。そして当時公布された大学令に基づく「大学（旧制大学）」に昇格すべく各般の整備に取りかかり、大正11年（1922年）6月5日、大学昇格を成し遂げるなど亡くなる昭和4年（1929年）4月まで学長として拓殖大学の礎を築いた。 学内での様子は当時の記録として「伯は学生に対しては慈愛に満ちた態度を以て接せられ（中略）、学生も親むべき学長先生として、慈父に対するやうな心安さを感じてゐた」と当時の記録にあるように学生達に心から慕われていた。
大正9年（1920年）5月12日には、早稲田大学の科外講師として「吾が国大学生の覚悟」と題する講義を行っている。
当時の後藤邸は、水道橋駅から後楽園方面に降りて秋葉原方向の坂道を登る途中にある、昭和第一高校の前に在る文京区立元町公園の辺りであったと言われる。

### 関東大震災と世界最大規模の帝都復興計画

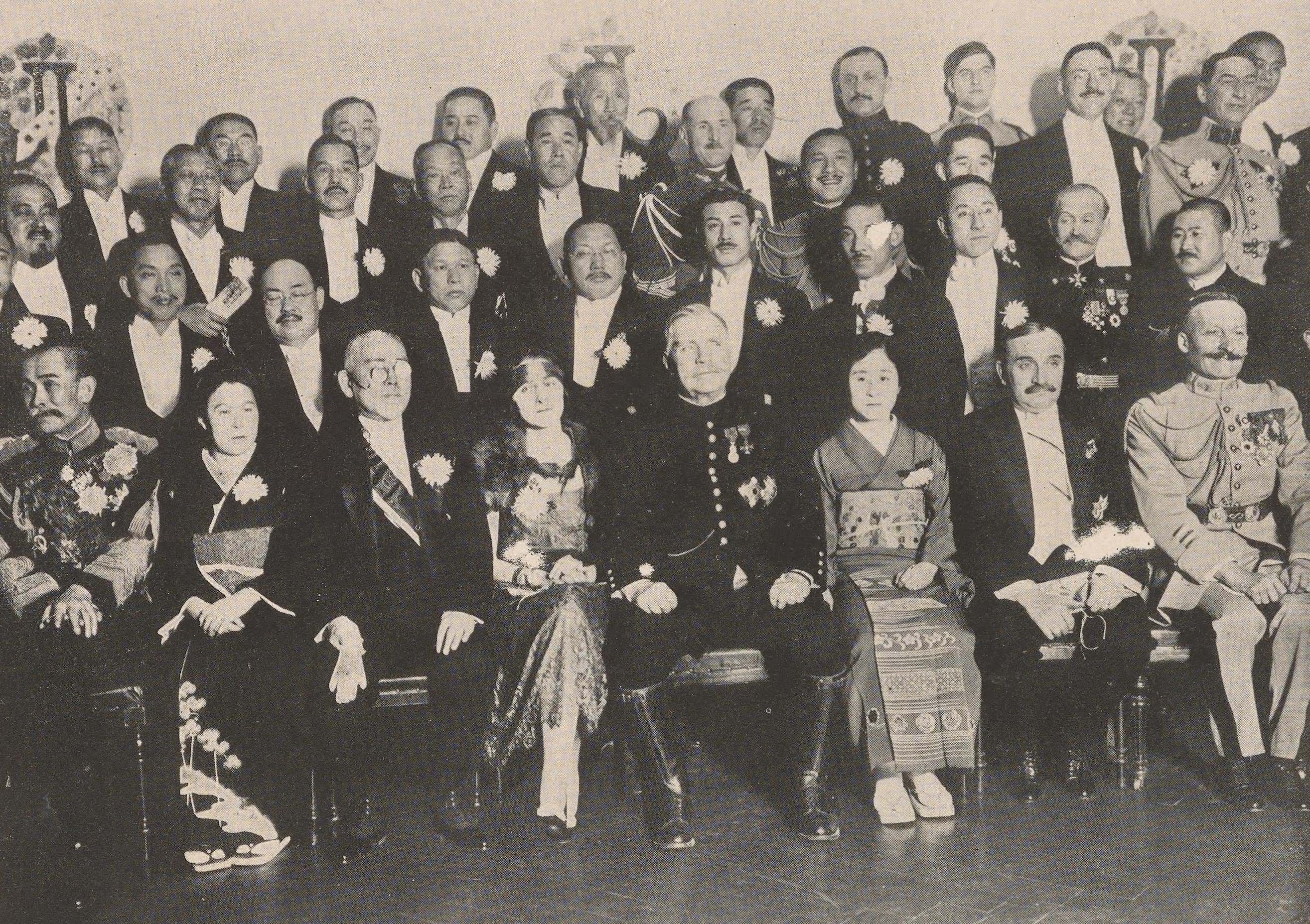
大正11年（1922年）1月26日、帝国ホテルにて行われたジョフル元帥歓迎会の後藤新平東京市長（最前列に座っている左から3人目）

第2次桂内閣で逓信大臣・初代鉄道院総裁（在職：明治41年（1908年）7月14日 - 明治44年（1911年）8月30日）、寺内内閣で内務大臣（在職：大正5年（1916年）10月9日 - 大正7年（1918年）4月23日）・外務大臣（大正7年（1918年）4月23日 - 9月28日）、しばし国政から離れて東京市長（大正9年（1920年）12月17日 - 大正12年（1923年）4月20日）、第2次山本内閣で再び内務大臣（大正12年（1923年）9月2日 - 大正13年（1924年）1月7日）等を歴任した。
鉄道院総裁の時代には、職員人事の大幅な刷新を行った。これに対しては内外から批判も強く「汽車がゴトゴト（後藤）してシンペイ（新平）でたまらない」と揶揄された。
1923年9月、組閣の最中に関東大震災の洗礼を受けた第2次山本内閣において、後藤は内務大臣兼帝都復興院総裁となった。内相として後藤は、震災直後に起きた自警団による朝鮮人虐殺について、同年11月に天皇に対し、多くの無辜の民が殺傷されたことで自身は治安保持の責任者としてその職を辱めたとして、天皇からその責を問われるのを自ら待つとする「待罪書」を提出している。
復興院総裁として後藤は、震災後速やかに震災復興計画を立案した。それは大規模な区画整理と公園・幹線道路の整備を伴うもので、13億円という当時の国家予算の約1年分の巨額予算のため、財界や政友会からの猛反対に遭った。その上、後藤のお膝元である帝都復興院も、積極派の副総裁・松木幹一郎、建築局長・佐野利器らと、消極派で拙速主義を採り予算を削減しようとする副総裁・宮尾舜治、計画局長・池田宏らとに割れ、総裁である後藤には両派の対立を調停するだけの力がなかった。さらに総理の諮詢に応じて重要な案件を審議し最終的に政府案を承認した震災復興審議会では、枢密院の大物として政官界に大きな影響力を持つ伊東巳代治が得意の憲法論で復興院案反対の急先鋒となり、11月24日の会合では3時間にわたって熱弁を奮い原案を糾弾、結局これで審議会の大勢は原案の大幅削減に傾いてしまった。結局議会が承認した予算は5億7500万円に過ぎず、当初計画を縮小せざるを得なくなった。それでも現在の東京の都市骨格、公園や公共施設の整備の骨格は、今なおこの復興計画に負うところが大きい。震災復興計画の方法について、後藤は19世紀中葉のフランス第二帝政下でセーヌ県知事だったジョルジュ・オスマンが行った「パリ改造」を参考に、土地を地権者から大胆に収用する手法を採ろうとした。しかし日本は土地に対する絶対的な私有感覚が極めて強く、財産権の内在的・外在的制約（大日本帝国憲法第27条2項。なお、戦後の憲法改正後においては日本国憲法第29条2項3項がこれに相当する）に対する理解が浅かったため、地主や地権者の激しい抵抗を受けることとなった。
道路建設に当たっては、東京から放射状に伸びる道路と環状道路の双方の必要性を強く主張し、計画縮小されながらも実際に建設された。南北軸としての昭和通り、東西軸としての靖国通り（当初の名称は「大正通り」）、環状線の基本となる明治通り（環状5号線）など、一定の街路は、曲がりなりにも実際に建設が行われている。当初の案では、主要街路の幅員は広い歩道を含め70mから90m、中央または車道・歩道間に緑地帯を持つという大規模な構想で、自動車が普及する以前の時代ではその意義が理解されにくかった。
今日では行幸通りなどにそれに近い形で建設された姿を見ることができる。現在の東京の幹線道路網の大きな部分は後藤に負っていると言ってよく、特に下町地区では帝都復興事業以降に新たに街路の新設が行われておらず、帝都復興の遺産が現在インフラとしてそのまま利用されている。また、昭和通りの地下部増線に際し、拡幅や立ち退きを伴わず工事を実施でき、その先見性が改めて評価された事例もある。昭和通りは、高速道路や立体交差化により昭和40年代以降大きく姿を変えたが、巨大に設計したことが功を奏し現在も大動脈としての役割を果たしている。
後藤は地方自治のプロとして、小学校を地域の中核とする地域コミュニティの再編を進めた。一方で、後藤が帝都復興計画の模範としたパリ大改造は、為政者にとって厄介なものだったフランス革命以来のパリの地域コミュニティを破壊することを隠れた目的としていたため、不可避的に付随して、旧来の地域コミュニティの結束点をかなりの部分破壊してしまったという問題を指摘する者もいる。

### ソ連外交とその後
後藤が満鉄時代に関わったロシア帝国は第一次世界大戦後期のロシア革命で崩壊し、社会主義／共産主義を掲げるソビエト連邦（ソ連）が成立した。後藤は東京市長だった大正12年（1923年）、国民外交の旗手として、ソ連の外交官アドリフ・ヨッフェと伊豆の熱海で会談し、ソ連との国交正常化の契機を作った。ヨッフェは、当時モスクワに滞在していたアメリカ共産党員・片山潜の推薦を受けて派遣された。黎明会を組織した内藤民治と田口運蔵等の社会主義者だけでなく、右翼団体「黒龍会」の内田良平も、中華民国の北京にいるヨッフェに使者を送って仲立ちにあたった。一部から後藤は「赤い男爵」といわれたが、あくまで日本とロシアの国民の友好を唱え、共産主義というイデオロギーは単なるロシア主義として恐れず、むしろソビエト・ロシアの体制を軟化させるために、日露関係が正常化される事を展望していた。
大正13年（1924年）、社団法人東京放送局が設立され、初代総裁となる。試験放送を経て翌大正14年（1925年）3月22日、日本で初めてのラジオ仮放送を開始。総裁として初日挨拶を行った。大正15年（1926年）、東京放送局は大阪放送局、名古屋放送局と合併し、社団法人日本放送協会に発展的解消する）。

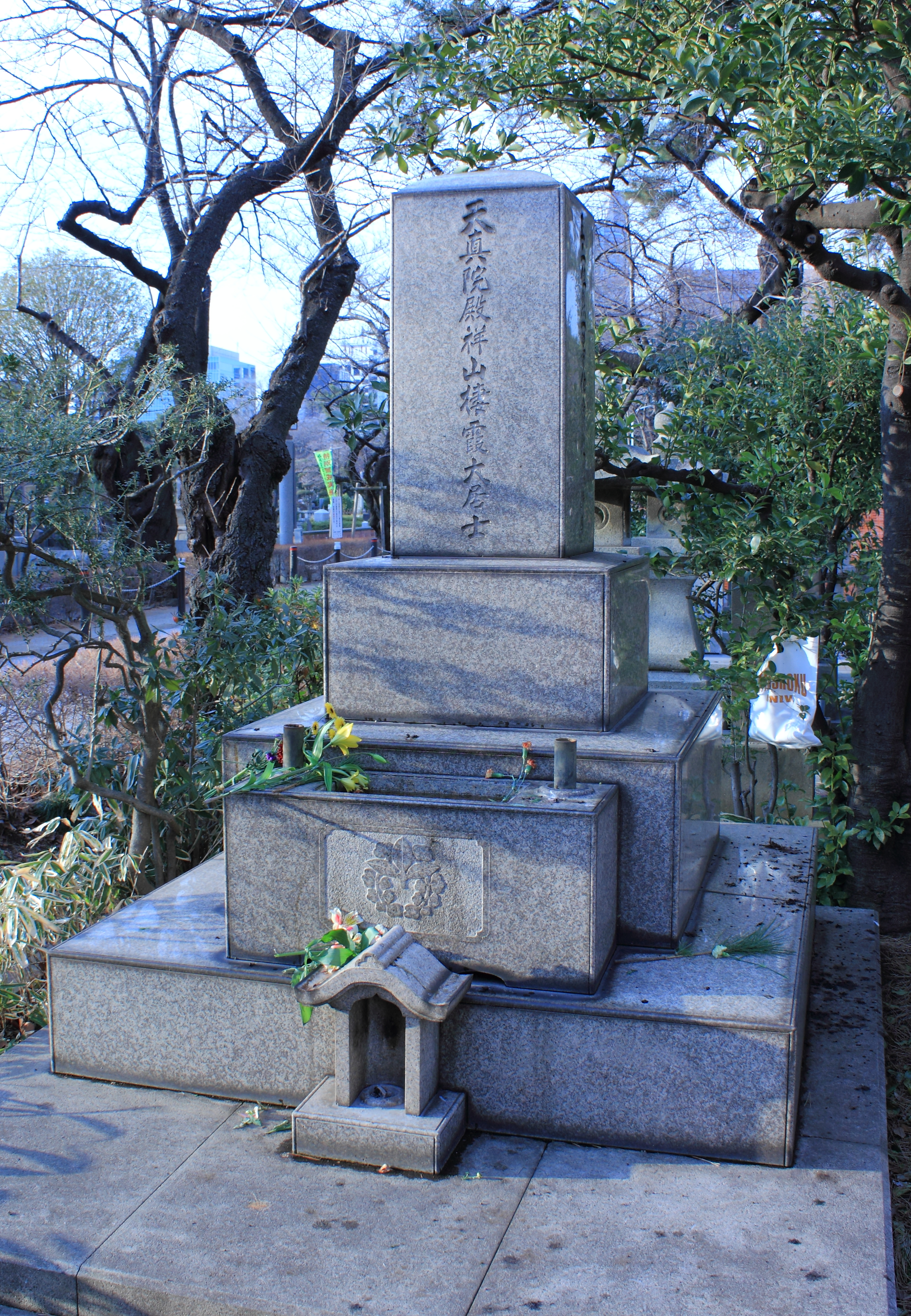
後藤新平の墓（青山霊園）

昭和3年（1928年）、後藤はソ連を訪問してスターリンと会見、国賓待遇を受ける。少年団日本連盟会長として渡航。その際、少年達1人が1粒を送った米による握り飯を泣きながら食べ渡航したという。当時の情勢的に日中露の結合関係の重要性（新旧大陸対峙論）は後藤が暗殺直前の伊藤博文にも熱く語った信念であり、田中義一内閣が拓務省設置構想の背後で構想した満洲委任統治構想、もしくは満洲における緩衝国家設立を打診せんとしたものとも指摘されるが、詳細は未だに不明である。後の満鉄総裁・松岡洋右が日ソ中立条約締結に訪ソした際「後藤新平の精神を受け継ぐものは自分である」と、ソ連側から盗聴されていることを知りつつわざと大声で叫んだとされる。
なお、しばしば総理大臣候補として名前が取り沙汰されながら結局就任できなかった原因として、第3次桂内閣の逓信大臣当時の第一次憲政擁護運動で前首相にして政友会総裁の西園寺公望の失脚を画策し、最後の元老となった西園寺に嫌われていたことが大きいと徳富蘇峰が語っている。

### 晩年
明治36年（1903年）11月20日、貴族院勅選議員となり、終生在籍した。晩年は政治の倫理化を唱え各地を遊説した。
昭和4年（1929年）4月4日午前7時過ぎ、岡山で開かれる日本性病予防協会総会に向かう途中、米原駅付近を走行中の急行列車内で、一等寝台のコンパートメントから起き上がり窓際へ出ようとしたところを、後ろによろめいた。口から泡を吹き、呼んでも意識がなかった。後藤にとっては3度目となる脳溢血だった。たまたま同じ列車に乗り合わせた財部彪（元海軍大臣）らが駆け付け、次の大津駅で降ろすことも検討されたが、病院が充実した京都駅へ向かった。京都駅では列車を停めたまま、医学博士の松浦武雄が乗り込んで強心剤を数回注射するなど治療に当たった。松浦はさらに、京都駅長の許可を得て列車の窓ガラスを破って後藤の身体をホームに用意した担架に寝かせて駅貴賓室に移したが意識は戻らず、後藤は京都府立医科大学医院に入院となった。4月6日、昭和天皇は重態の後藤を見舞うため子爵・植松雅道を勅使として病院に遣わして野菜一籠を下賜したが、回復することなく4月13日に死去した。戒名は天真院殿祥山棲霞大居士。
三島通陽の『スカウト十話』によれば、後藤が倒れる日に三島に残した言葉は「よく聞け、金を残して死ぬ者は下だ。仕事を残して死ぬ者は中だ。人を残して死ぬ者は上だ。よく覚えておけ」であったという。
平成31年（2019年）4月、台湾の台北にある臨済護国禅寺にあるデスマスクが新平本人の物であると分かった。3つ作られたデスマスクのうちの1つで、新平が生前親しくしていた台湾の実業家の辜顕栄が献納したものである。

## 栄典
位階
- 1886年（明治19年）7月8日 - 従六位[24]
- 1892年（明治25年）
  - 2月22日 - 正六位[25]
  - 12月12日 - 従五位[26]
- 1897年（明治30年）8月20日 - 正五位[27]
- 1898年（明治31年）5月30日 - 従四位[28]
- 1903年（明治36年）7月10日 - 正四位[29]
- 1906年（明治39年）11月30日 - 従三位[30]
- 1911年（明治44年）7月20日 - 正三位[31]
- 1922年（大正11年）9月30日 - 従二位[32]
- 1929年（昭和4年）4月13日 - 正二位[33]

爵位
- 1906年（明治39年）4月11日 - 男爵[34]
- 1922年（大正11年）9月25日 - 子爵[35]
- 1928年（昭和3年）11月10日 - 伯爵[36]

勲章等
| 受章年                     | 略綬 | 勲章名               | 備考 |
| -------------------------- | ---- | -------------------- | ---- |
| 1895年（明治28年）11月30日 |      | 勲六等単光旭日章     |      |
| 1897年（明治30年）12月28日 |      | 勲五等瑞宝章         |      |
| 1899年（明治32年）6月20日  |      | 勲四等瑞宝章         |      |
| 1901年（明治34年）6月27日  |      | 勲三等瑞宝章         |      |
| 1902年（明治35年）12月4日  |      | 勲二等旭日重光章     |      |
| 1906年（明治39年）11月13日 |      | 勲一等旭日大綬章     |      |
| 1908年（明治41年）11月24日 |      | 金盃一組             |      |
| 1912年（大正元年）8月1日   |      | 韓国併合記念章       |      |
| 1915年（大正4年）11月10日  |      | 大礼記念章           |      |
| 1920年（大正9年）9月7日    |      | 旭日桐花大綬章       |      |
| 1921年（大正10年）7月1日   |      | 第一回国勢調査記念章 |      |
| 1928年（昭和3年）11月10日  |      | 金杯一個             |      |
| 1929年（昭和4年）4月13日   |      | 帝都復興記念章       |      |

外国勲章佩用允許
| 受章年                    | 国籍                     | 略綬 | 勲章名                                 | 備考 |
| ------------------------- | ------------------------ | ---- | -------------------------------------- | ---- |
| 1908年（明治41年）2月3日  | プロイセン王国           |      | 王冠第一等勲章                         |      |
| 1908年（明治41年）9月4日  | ロシア帝国               |      | 白鷲勲章                               |      |
| 1910年（明治43年）7月15日 | ブラウンシュヴァイク公国 |      | ハインリヒ・デス・レーウェン第一等勲章 |      |
| 1918年（大正7年）7月3日   | イギリス帝国             |      | 大英帝国第一等勲章                     |      |
| 1918年（大正7年）7月3日   | 支那共和国               |      | 一等大綬嘉禾章                         |      |
| 1919年（大正8年）12月26日 | ベルギー王国             |      | 王冠第一等勲章                         |      |

## 逸話

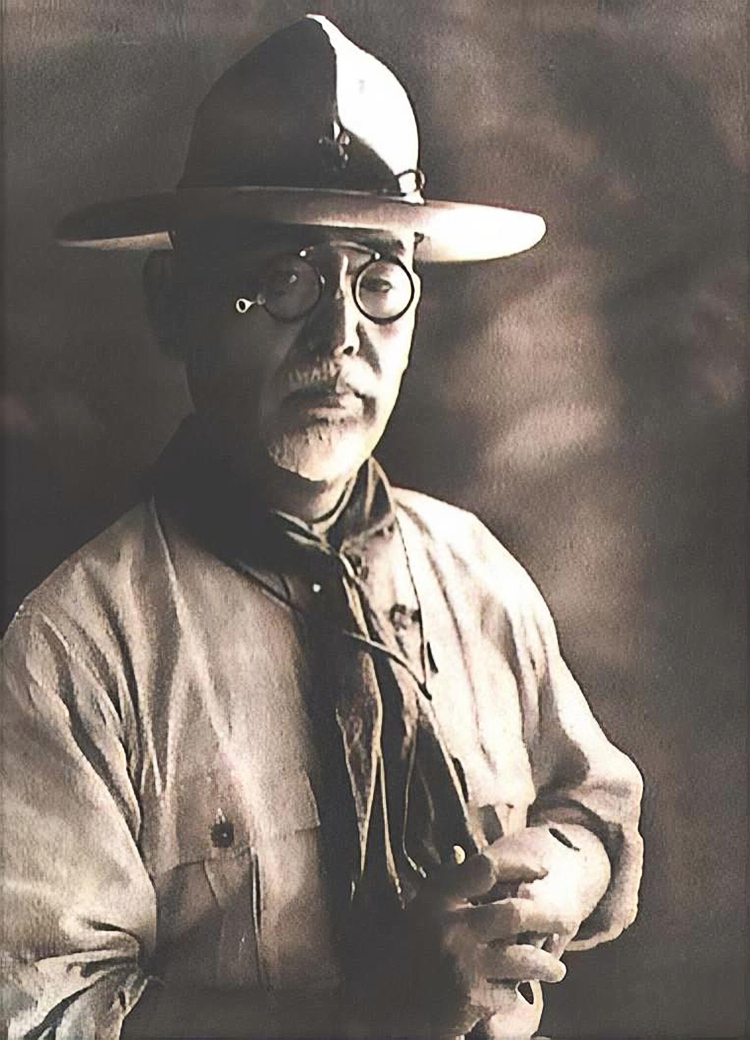
ボーイスカウト制服姿の後藤新平

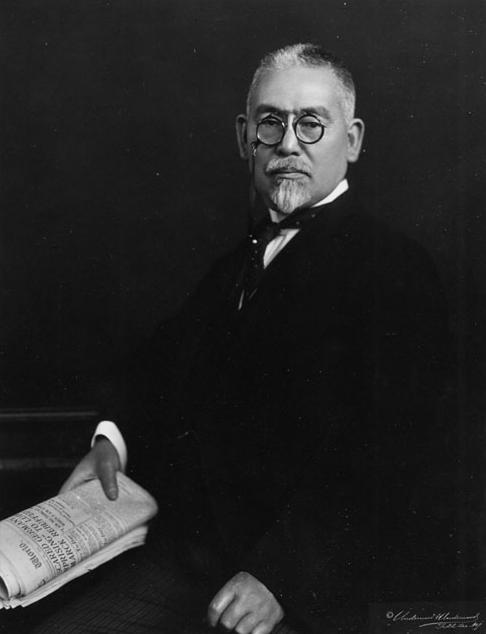
後藤新平

- 内務大臣に在任中、度重なる雑誌発禁処分により窮した大杉栄の不意の訪問を受ける。「いま非常に生活に困っているんです。少々の無心を聞いてもらえるでしょうか」と言う大杉に対して後藤は「あなたは実にいい頭を持ってそしていい腕を持っているという話ですがね。どうしてそんなに困るんです。」と応え、「政府が僕らの職業を邪魔するからです。」「が、特に私のところへ無心にきたわけは。」「政府が僕らを困らせるんだから、政府へ無心にくるのは当然だと思ったのです。そしてあなたならそんな話は分かろうと思ってきたんです。」「そうですか、分かりました。」というようなやりとりの後、300円を大杉に手渡している。大杉によれば、伊藤野枝の遠縁にあたる頭山満から紹介された杉山茂丸に、台華社での交渉で山口孤剣と白柳秀湖を例に挙げて「国家社会主義ぐらいのところになれ」と軟化を迫られ、すぐその家を辞したものの、杉山の口から後藤新平の名前が度々出たことから後藤への無心を思いついたと語っている（『大杉栄自叙伝』より）
- 金権政治家の典型で、「黄金万能主義の権化」といった形で度々批判された。問題にされがちだったのは台湾民政長官時代に樟脳の専売利権で結びついた、「政商」と言われた金子直吉の率いる鈴木商店との関係であった[55]。
- 医学が専門だったが、ドイツ留学時代に統計の重要性を痛感し、よくドイツの統計局に訪ねていたため、現地人に統計に対する理解の深さを買われて、1890年にドイツで初めて国勢調査が行われた際には、統計局長から招待されたという[56]。
- 東京市長時代、3人の補佐役（永田秀次郎、池田宏、前田多門）を「畳屋」と称した。畳屋の由来は"畳"の旧字体疊（3つの"田"の下に"宜"がある）をもじって、3人の補佐役がいずれも名前の中に"田"の字を含んでおり、「東京市政は永田・池田・前田の3人に任せておけば宜（よろ）しい」の意である[57]。他にも「サンタクロース」（「三田苦労す」の捩り）という別名もある。
- 軽井沢では、新渡戸稲造とともに1918年に「軽井沢夏期大学」を開設（校舎はあめりか屋設計。現存せず）、この催しは戦前戦後の一時中断を挟み、現在まで毎年続けられている[58]。また、若き日の堤康次郎に沓掛（現・中軽井沢）周辺の開拓を勧めたのは後藤であり、この堤の事業はのちの西武グループの原点となった。加えて堤には前述の東京での事業と同様、軽井沢で開発する道路の幅員は広く設計するよう助言、それは1925年に開通した県道43号線（通称「プリンス通り」）で実現されている。
- 日本のボーイスカウト活動に深い関わりを持ち、ボーイスカウト日本連盟の初代総長を務めている。スカウト運動の普及のために自ら10万円の大金を日本連盟に寄付し、さらに全国巡回講演会を数多く実施した。ボーイスカウトの半ズボンの制服姿の写真が現在も残っている。制服姿の後藤が集会に現れると、彼を慕うスカウトたちから「僕等の好きな総長は、白いお髭に鼻眼鏡、団服つけて杖もって、いつも元気でニコニコ」と歌声が上がったという。
- 上記の巡回の一環で、同じ水沢出身で朝鮮総督の斎藤実を訪ねた際の挨拶では、「吾輩がかような子供っぽい服装をして来たのは偶然ではない。理由がある。今この会長をやっているため普及宣伝ということもあるが、朝鮮であろうが、内地だろうが常にこうである。そのわけは大政治家は、しかつめらしいことばかり言っていては、だめだ。稚気がないといかんということを念頭においているので、自分を律する意味においても、常にこういう服装をしているのだ。こどもにならんと本当の大政治家にはなれんよ」と語った[59]。
- 晩年はソビエト連邦との国交回復に尽力する一方、数の論理で支配される政党政治を批判し、倫理確立による選挙粛正を唱え全国を遊説した。
- シチズン時計の名付け親でもある（後藤と親交のあった社長から新作懐中時計の命名を頼まれ、「市民から愛されるように」と、市民を意味するCITIZENの名を贈った）。
- 虎ノ門事件の責任を取らされ内務省を辞めた正力松太郎が読売新聞の経営に乗り出したとき、上司（内務大臣）だった後藤は自宅を抵当に入れて資金を調達し、何も言わずに貸した。その後、正力の事業は成功し借金を返そうとしたが、もう既に後藤はこの世の人ではなかった。そこで、正力は後藤の故郷である水沢町（当時）に恩返しを図るべく借りた金の2倍近い金を寄付した。この資金を使って、1941年に日本初の公民館（後藤伯記念公民館）が建設された。
- 地下鉄の父・早川徳次の「東京に地下鉄を作りたい」という構想に理解を示し、支援者に名を連ねたひとりであった。
- 現在の駐日中華人民共和国大使館は後藤邸の跡地である。
- 美濃部亮吉は東京都知事時代に「私は後藤新平とよく政策とかが似ているといわれるが、どうしても都知事と総理大臣の給料を同じにすることができなかった」と発言したが、後藤は東京市長の給料を全額東京市に寄付していた。
- 後藤は巷で「大風呂敷」の他、「この際主義」とも呼ばれ[60]、関東大震災時に「この際」という言葉が伝播して羽田空港や乗馬場建設など皆が震災を機に「この際」やろうではないかと声を上げた[61]。そのことを社会主義者の演歌師添田唖蝉坊が風刺して「コノサイソング」という演歌を歌い始めた[61]。庶民はこの風刺演歌をさらに替え歌にして甘粕事件を風刺した[61]。

### 反米左翼
後藤は1902年の視察以来アメリカの台頭を強く懸念するようになり、日本・中国・ヨーロッパのユーラシア大陸が連携して対抗するべきだと考えていた。
駄場 (2007, pp. 261–266)は、戦間期の日本において最も有力な反米親ソの政治家だった後藤新平は、下に見るように、親族に多くの著名な左翼活動家を持つ反米左翼の庇護者であり、その影響力は後藤の死後、現代まで続いた。そのため、米ソ対立の冷戦イデオロギーの下、親ソ派であるか否かが、その人物に対する優劣・善悪の判断と直結しがちであった第二次世界大戦後の日本の学界において、後藤を実績以上に高く評価する方向へ学界世論が導かれたのではないか、としている。また同書では、このことと、後藤直系官僚から、岩永裕吉（同盟通信社社長）、下村宏（朝日新聞社副社長）、岡實（大阪毎日新聞社会長）、正力松太郎（読売新聞社社長）、前田多門（東京朝日新聞社論説委員）が中央マスメディア企業の幹部に転じ、また後藤の盟友杉山茂丸の玄洋社における後輩緒方竹虎が朝日新聞社主筆として社長をしのぐ実力を持ったことにより、後藤系の勢力がマスメディア業界に牢固たる地盤を築いたことが相俟って、戦後の言論界で、後藤が過大評価される原因になったのではないか、としている。
また、日本で左翼というと「反皇室」というイメージを抱かれがちであるが、下の鶴見和子と美智子皇后、鶴見良行と秋篠宮文仁親王の関係に見られるように、後藤新平に由来する反米左翼勢力は、皇族と太いパイプを持っている。
佐野学
獄中転向で有名な日本共産党中央委員長佐野学は、後藤新平の女婿である佐野彪太の弟で、東京帝国大学の法学部と大学院で学び、日本勧業銀行に勤務。その後、後藤の伝手で満鉄東亜経済調査局嘱託社員となり、さらに早稲田大学商学部講師となった。佐野学は1922年7月に日本共産党（第一次共産党）に入党し、翌年2月の党大会（市川大会）で執行委員・国際幹事に選出された。そしてヨッフェ来日中の同年5月末、第一次共産党事件（6月5日）による検挙を逃れてソ連に亡命したが、その際、後藤は、佐野学の亡命に関する情報をヨッフェ経由でソ連に流し、亡命を援助した。佐野学が第一次共産党事件の検挙を免れたことについては、当時から、後藤が援助したのではないかと、政友会が議会で第2次山本内閣内務大臣の後藤を追及していた。佐野学は1925年7月に帰国して共産党を再建（第二次共産党）。1925年1月の日ソ基本条約調印によりソ連大使館が開設され、そこに商務官の肩書きで派遣されていたコミンテルン代表のカール・ヤンソンから活動資金を得て、『無産者新聞』の主筆を務めた。1926年3月、第一次共産党事件で禁錮10ヶ月の判決を受け、同年末まで下獄した佐野学は、1927年12月に共産党中央委員長に就任、労働運動出身の鍋山貞親とともに党を指導した。さらに佐野学は、1928年の三・一五事件でも、その前日に日本を発って訪ソして一斉検挙を逃れ、コミンテルン第6回大会に日本共産党首席代表として出席。後藤最後の訪ソ時にもモスクワにおり、その半年後にコミンテルン常任執行委員に選任された。この頃のことについて佐野学は、ヨッフェの「自殺のまへ、ヨッフェの困つてゐる最中に、ジノヴィエフは私をよびつけてヨッフェの滞日中の生活態度を根ほり葉ほり聞いた。私はヨッフェに同情してゐたので知らないの一点ばりをやつた」、またスターリンに面会し、「二七年テーゼをプラウダに出してくれるやうに頼んだが、後藤新平が今モスコーに来てゐるから見合せておく」と言われたと回想している。しかし後藤新平死去直後の1929年6月に中国・上海で検挙され、1932年10月に東京地方裁判所で治安維持法違反により無期懲役の判決を受けた。翌1933年6月に鍋山貞親とともに共同転向声明を発表した佐野学は、1934年5月の東京控訴院判決で懲役15年に減刑されて控訴審判決が確定し、1943年10月に出獄した。
佐野碩
『インターナショナル』の訳詞者の一人として知られる共産党系の演劇人、佐野碩は佐野彪太の長男で、後藤新平の初孫であるため可愛がられた。後藤は佐野碩のことを、「自分の孫がマルクス主義者として大正時代、女装して逃げ回っていたんですからね、おもしろいじゃないですか。そういうことをとても喜んでいた」と鶴見俊輔が証言している。後藤新平の生前、稽古場として佐野碩らの左翼演劇活動の拠点となったのは、小石川駕籠町にある佐野彪太邸で、彪太は息子の活動に資金援助も行った。しかし後藤新平が死去した翌1930年5月、佐野碩は「共産党シンパ事件」で治安維持法違反容疑により逮捕された。碩の父彪太と母静子（後藤新平の長女）は、まだ没して間もない後藤新平の息のかかった政界・検察関係者に裏工作を行い、「直接にも間接にも日本共産党を支持する行為あるいはこれに類する行動を一切しない」と誓約して、他の逮捕者とは別に、一人、起訴猶予で保釈された。そして1931年6月からモスクワで始まる国際労働者演劇同盟（IATB）第1回拡大評議員総会への出席を求めるドイツ共産党員の演劇人千田是也からの手紙を機に、同年5月に出国し、以後、二度と日本に戻らなかった。
平野義太郎
「講座派三太郎」の一人である平野義太郎は、後藤新平の岳父安場保和の孫娘で後藤にとっては義理の姪にあたる嘉智子の夫で、平野は後藤の「晩年屡々鍼灸する機会をもつた」と述べている。平野は第一高等学校時代、後藤の女婿鶴見祐輔の弟で外交官となる鶴見憲（鶴見良行の父）と同期で、弁論部に入り、鶴見憲と一緒に、鶴見祐輔が自宅で開いた「火曜会」に出席した。平野に嘉智子との結婚を勧めたのは鶴見憲だった。1921年3月に東京帝国大学法学部を卒業し、同年5月に同学部助手、1923年6月に同学部助教授となった平野は、1927年からフランクフルト大学社会研究所に留学し、ソ連に傾倒するヘンリク・グロスマンに師事した。しかし後藤新平が死去した翌1930年1月に帰国した平野は、佐野碩と同様に、同年5月の「共産党シンパ事件」で検挙され、7月に依願免官となった。平野は、鶴見祐輔の下で後藤新平の正伝『後藤新平』全4巻（後藤新平伯伝記編纂会、1937-1938年）編纂作業に参加し、鶴見祐輔の太平洋協会では企画部長、弘報部長などを務め、敗戦で同協会が解散する際には、元調査部長山田文雄と協会の資産を二分した。これが、鶴見和子・俊輔姉弟らが雑誌『思想の科学』を刊行する機構的・財政的基盤となった。平野は1958年、後に鶴見俊輔らが「ベトナムに平和を!市民連合」（ベ平連）事務局長に起用した、当時、共産党専従活動家の吉川勇一が結婚する際の仲人を務めている。
鶴見和子
後藤新平の女婿鶴見祐輔の長女である社会学者の鶴見和子は、戦後、武田清子、武谷三男、都留重人、鶴見俊輔、丸山真男、渡辺慧らが思想の科学研究会を結成する中心人物となり、共産党に入党して1950年ごろまで党員だったが、その後、親中派に転じた。そして筋金入りの反米主義者で北朝鮮シンパの武者小路公秀を所長として上智大学に国際関係研究所が設立される際、武者小路の招きを受けて、1969年4月に成蹊大学文学部助教授から上智大学外国語学部教授・国際関係研究所員に転じ、1989年3月の定年までその職にあった。同年6月の天安門事件における中国共産党政府・人民解放軍の民主化運動武力弾圧を西側諸国が強く非難し、日本政府も対中借款停止などの外交制裁を実施して日中関係が悪化すると、鶴見和子は同年8月末から9月にかけていち早く､江蘇省小城鎮研究会の招きで、宇野重昭、石川照子とともに訪中している。また1949年に新制東京大学の第1期生として入学した吉川勇一は、世田谷区成城の自宅に柳田國男が創設した「民俗学研究所」に通っていたが、その柳田邸の真向かいに住んでいたのが鶴見祐輔・和子父子で、鶴見和子もしばしば柳田邸を訪ね、もてなしを受けていた。なお、2007年7月28日に新宿中村屋本店で催された鶴見和子の一周忌の集いには、美智子皇后も臨席した。鶴見和子本人も生前、明仁天皇と美智子皇后への深い尊敬の念を語っていた。美智子皇后はその後も、鶴見和子を偲ぶ「山百合忌」に出席している。鶴見俊輔によれば、「美智子皇后は姉の和子に対して、彼女の学友だった女官を通して『宮中まで来てほしい』とお呼びになったことがありました。そのとき、『あなたがこのあいだの講演で慰安婦の問題を取り上げてくださって、とてもありがたかった』とおっしゃった。姉が倒れて宇治の施設に入ったときも、『京都に行くから来てくれないか』と連絡が来た。当日は妹に託して、車椅子で姉を御所に上げました。天皇、皇后と姉と三人だけでお話をしたわけです。それだけ今上天皇、皇后は姉に共感をもっておられたんですね」とのことである。「美智子皇后の相談役」として知られる精神科医神谷美恵子は、鶴見祐輔とともに「新渡戸四天王」と呼ばれた後藤新平側近の一人として数えられる前田多門の長女であり、鶴見俊輔は「神谷美恵子は、聖者である」としている。神谷美恵子の兄のフランス文学者前田陽一は、皇太子時代の今上天皇のフランス語の師匠であり、共産党前中央委員会議長不破哲三のフランス語の師匠でもあった。そして、やはり「新渡戸四天王」の一人である田島道治は、戦後、第2代宮内府長官、初代宮内庁長官を歴任し、同じく新渡戸門下の後輩である三谷隆信侍従長とコンビを組んで宮中改革に尽力した。田島は宇佐美毅に宮内庁長官の座を譲ってからも宮中への影響力を行使し、東宮御教育常時参与の小泉信三とともに、「東宮様の御縁談について平民からとは怪しからん」とする香淳皇后らの反対を押し切って、美智子皇太子妃を実現するのに大きく貢献した。
鶴見俊輔
鶴見和子の弟である哲学者の鶴見俊輔は、60年安保時には政治学者の高畠通敏とともに「声なき声の会」を組織して岸内閣による日米安全保障条約改定に反対。ベトナム戦争期には高畠らとともに「声なき声の会」を母体として「ベトナムに平和を!市民連合」（ベ平連）を結成し、代表に作家の小田実を迎え、事務局長には共産党から除名処分を受けていた吉川勇一を据えて、自らもベ平連の中心的な人物となり、KGBの支援も得て、活発な反米運動を展開した。その際、鶴見俊輔は、杉山茂丸の孫の杉山龍丸を「玄洋社国際部長」の肩書きでベ平連に取り込んだ。
鶴見良行
アジア学者・人類学者の鶴見良行は、鶴見祐輔の弟で外交官であった鶴見憲の息子で、鶴見和子・俊輔姉弟の従弟である。日本の知的風土にある親ソ的傾向を是正して日米関係を改善するためにロックフェラー財団などが資金提供して設立された公益財団法人国際文化会館の企画部長であるにもかかわらず、鶴見良行がベ平連の「英語使い」、「外務省」として反米運動の有力活動家になったことに対し、左右両陣営から文化会館への批判が相次いだが、鶴見良行はベトナム戦争反対の世論をバックに突っ張った。これに窮した国際文化会館理事長の松本重治は、鶴見良行を企画部長から外して嘱託とする代わりに、満60歳になるまで机と手当を与えた。元老松方正義の孫である松本重治は高木八尺（松本重治の親戚）門下で、台湾総督府時代以来、後藤新平の子分だった新渡戸稲造の孫弟子であり、やはり松本の親戚で「新渡戸四天王」の後藤新平側近の一人である岩永裕吉の伝手で同盟通信社の前身である新聞聯合社に入社し、聯合・同盟の上海支局長を経て同盟通信社初代編集局長となり、敗戦時には同社常務理事を務めていた後藤系マスメディア人だった。秋篠宮文仁親王は鶴見良行のファンで鶴見良行に直接教えを受け、その強い影響を受けた。

### フリーメイソンリーとの関係
文化人類学者の綾部恒雄によれば、後藤新平はフリーメイソンであった。フリーメイソンリーを「国際的なつながりをもつ様々な職業のトップエリートによる最高度の情報交換のネットワーク」とする中田安彦は、後藤新平がドイツ留学中、1892年の第5回万国赤十字会議に日本赤十字社委員として出席するまでにフリーメイソンリーの一員として迎え入れられていたと見ており、「後藤が赤十字という国際結社を通じてフリーメイソンに入会し、その後、日本を代表する“黒幕”として時の権力者に献策を続け、それが時には成功し、時には失敗した」としている。ボーイスカウト運動はフリーメイソンリーとの関係が深いが、後藤新平が「少年団日本連盟」（現在の財団法人ボーイスカウト日本連盟）の初代総裁となったのも、フリーメイソンリーとのつながりからであろうとしている。

## 著作

### 著書
- 『海水功用論 附海浜療法』春曦書楼、1882年3月。
- 『国家衛生原理』後藤新平、1889年9月。NDLJP:836881。
  - 『国家衛生原理』（3版）後藤新平、1923年8月。NDLJP:971387。
  - 『国家衛生原理』小野寺伸夫解題、創造出版、1978年11月。
- 『衛生制度論』後藤新平、1890年9月。NDLJP:836717。
  - 滝沢利行 編『衛生制度論』大空社〈近代日本養生論・衛生論集成 第8巻〉、1992年10月。
- 『後藤新平君演説筆記』宮部政厚筆記、大日本私立衛生会神戸支会仮事務所、1892年11月。NDLJP:783115。
- 『後藤内務衛生技師演説筆記』西本茂吉筆記、赤穂郡役所、1892年12月。NDLJP:836882。
- 『後藤内務技師演説筆記』永木誠太郎筆記、兵庫県明石郡役所、1893年1月。NDLJP:836883。
- 『疾病保険法』柳下釧之助、1893年3月。NDLJP:800528。
- 『赤痢病ニ関スル演説筆記』小林常吉、1893年4月。NDLJP:835272。
- 『大国民之歌』山田源一郎作曲、如山堂、1909年10月。NDLJP:855532。
- 立石駒吉 編『後藤新平論集』伊藤元治郎、1911年1月。NDLJP:992298。
- 平木照雄 編『処世訓拾遺』如山堂、1911年5月。NDLJP:757181。
- 田中収吉 編『青年訓』宝文館、1912年3月。
- 『日本植民論』公民同盟出版部〈公民同盟叢書 第8巻〉、1915年9月。NDLJP:933426。
- 『日本膨脹論』通俗大学会〈通俗大学文庫 第3編〉、1916年2月。NDLJP:933452。
  - 『日本膨脹論』大日本雄弁会、1924年9月。
- 菊地暁汀 編『修養の力』東盛堂書店、1918年11月。NDLJP:959288。
- 『自治生活の新精神』新時代社、1919年2月。NDLJP:933341。
- 三戸十三 編『後藤男修養』日本書院、1919年6月。NDLJP:961902。
- 『自治の修養』東亜堂〈袖珍名家文庫 第5編〉、1919年9月。NDLJP:933318。
- 『自治生活の新精神』内観社、1920年12月。NDLJP:964844。
- 『日本植民政策一斑』拓殖新報社、1921年3月。NDLJP:980879。
- 『後藤男爵真男児の鉄腕』日本書院、1921年2月。NDLJP:961797。
- 『江戸の自治制』二松堂書店、1922年3月。NDLJP:968651。
- 『日本膨脹論』大日本雄弁会、1924年9月。NDLJP:977651。
- 『人生と燃料問題（記念講演大会、燃料協会創立三週年記念大会）』燃料協会出張所、1925年7月。NDLJP:10566529。
- 『公民読本』 少年の巻、東京宝文館、1926年1月。NDLJP:942906。
- 『公民読本』 青年の巻、東京宝文館、1926年1月。NDLJP:942907。
- 『公民読本』 成人の巻、東京宝文館、1926年1月。NDLJP:942908。
- 『人生と燃料問題（大正一四年六月二七日燃料協会創立三週年記念大会に於ける講演）』燃料協会出張所、1926年1月。NDLJP:10566583。
- 『普選に直面して政治の倫理化を提唱す』普選準備会、1926年5月。NDLJP:1019381。
- 『政治の倫理化』大日本雄弁会、1926年9月。NDLJP:1019432。
- 『政治倫理化運動の一周年』政教社、1927年6月。
- 『道徳国家と政治倫理』政教社、1927年12月。NDLJP:1465820。
- 『ロシアより帰りて』朝日新聞社〈朝日民衆講座 第6輯〉、1928年3月。NDLJP:1100157。
- 『日本植民政策一斑・日本膨脹論』中村哲解題、日本評論社〈明治文化叢書〉、1944年12月。

### 新版刊行
- 拓殖大学創立百年史編纂室 編『後藤新平 背骨のある国際人』拓殖大学、2001年4月。ISBN 9784990068523。
- 後藤新平歿八十周年記念事業実行委員会 編『自治』藤原書店〈シリーズ後藤新平とは何か 自治・公共・共生・平和〉、2009年4月。ISBN 9784894346413。
- 後藤新平歿八十周年記念事業実行委員会 編『官僚政治』藤原書店〈シリーズ後藤新平とは何か 自治・公共・共生・平和〉、2009年6月。ISBN 9784894346925。
- 後藤新平歿八十周年記念事業実行委員会 編『都市デザイン』藤原書店〈シリーズ後藤新平とは何か 自治・公共・共生・平和〉、2010年5月。ISBN 9784894347366。
- 後藤新平歿八十周年記念事業実行委員会 編『世界認識』藤原書店〈シリーズ後藤新平とは何か 自治・公共・共生・平和〉、2010年11月。ISBN 9784894347731。
- 鈴木一策 編『国難来』藤原書店〈シリーズ後藤新平の全仕事〉、2019年9月。ISBN 9784865782394。
- 平木白星・案 編『後藤新平の劇曲平和』藤原書店〈シリーズ後藤新平の全仕事〉、2020年9月。ISBN 9784865782813。
- 後藤新平研究会 編『政治の倫理化』藤原書店〈シリーズ後藤新平の全仕事〉、2021年3月。ISBN 9784865783087。
- 楠木賢道 編『国家とは何か』藤原書店〈シリーズ後藤新平の全仕事〉、2021年9月。ISBN 9784865783254。
- 伏見岳人監修・解説、立石駒吉 編『後藤新平論集』藤原書店〈シリーズ後藤新平の全仕事〉、2025年7月。ISBN 9784865784657。

### 翻訳
- 勃古『普通生理衛生学』 上巻、忠愛社、1888年2月。
  - 勃古『普通生理衛生学』 上巻（訂正3版）、忠愛社、1888年12月。NDLJP:1083993。
- 勃古『普通生理衛生学』 中巻、忠愛社、1888年2月。
  - 勃古『普通生理衛生学』 中巻（訂正3版）、忠愛社、1888年12月。NDLJP:1083995。
- 勃古『普通生理衛生学』 下巻、忠愛社、1888年2月。
  - 勃古『普通生理衛生学』 下巻（訂正3版）、忠愛社、1888年12月。NDLJP:1083996。
- ギユンテル『黴菌図譜』後藤新平、1893年10月。NDLJP:834072。
- ヨゼフ・オルツェウスキー『官僚政治』冨山房、1911年11月。
- フリードリッヒ・パウルゼン『政党と代議制』冨山房、1912年6月。NDLJP:784193。
- ハンス・デルブリユツク『政治と民意』有斐閣、1915年4月。NDLJP:952422。
- パウルゼン『政党政策と道徳』通俗大学会〈東西時論 第4編〉、1916年3月。
- アーネスト・チー・ウヰリアムス『英国の改造と貿易』後藤新平、1920年1月。

### 監修
- ビスマルク 著、有賀長雄・花房直三郎・澤井要一・長尾俊二郎・野口可輔・山吉盛光・青山大太郎 訳、森孝三 編『ビスマルク演説集』 上巻、ビスマルク演説集刊行会、1919年1月。NDLJP:957449。
- ビスマルク 著、有賀長雄・花房直三郎・澤井要一・長尾俊二郎・野口可輔・山吉盛光・青山大太郎 訳、森孝三 編『ビスマルク演説集』 中巻、ビスマルク演説集刊行会、1919年5月。NDLJP:957450。
- ビスマルク 著、有賀長雄・花房直三郎・澤井要一・長尾俊二郎・野口可輔・山吉盛光・青山大太郎 訳、森孝三 編『ビスマルク演説集』 下巻、ビスマルク演説集刊行会、1919年6月。NDLJP:957451。

### 共著
- 後藤新平、直木倫太郎、竹内六蔵、佐野利器、渡辺銕蔵、倉橋藤治郎『帝都土地区画整理に就て』工政会、1924年4月。NDLJP:978443。

## 評価
- 後藤和子 「後藤はあの通り大雑把ですから、誰にでもお交わりをしておりますため、随分望ましくない人も周囲におりますので、これだけが誠に心配でなりません」[96]

## 銅像
広島市南区似島には1938年（昭和13年）に似島第一検疫所の創設に尽力した後藤新平像が造られ、金属類回収令を避けるために3分割されて防空壕に保管されていた時期もあったが、1992年（平成4年）に似島学園内に移設・建立された。その後、2024年（令和6年）に後藤新平像は海岸沿いへ移設され、その際に説明板が新たに設けられた。

## 演じた俳優
- 近藤真彦(青年期)/森繁久彌 - 『大風呂敷 後藤新平～時代をクリエートした男～』（テレビ東京開局25周年記念特別番組。1989年4月10日放映）
- 津嘉山正種 - 『復興せよ! 後藤新平と大震災2400日の戦い』（讀賣テレビ放送制作のドキュメンタリードラマ。2012年1月22日放映）
- 岩渕龍巳（少年時代〜青年）、星鴉宮（中年時代〜晩年）、髙橋力（最晩年）-『新平さんの大風呂敷 -郷土の先人 後藤新平物語-』奥州市民劇[99]・奥州市文化会館Zホール（2022年(令和4年)3月12日〜13日上演[100]）

## 家族・親族
弟の彦七は兄の秘書役としてその生涯を支えた。
次男、平八は、藤沢喜士太、やす夫妻の養子、藤沢平八。やすは、菊池平八郎の従妹。長兄は菊池謙二郎、次兄は後藤の内相時の秘書官、菊池忠三郎。
甥に政治家の椎名悦三郎、娘婿に政治家の鶴見祐輔、孫に社会学者の鶴見和子、哲学者の鶴見俊輔、演出家の佐野碩、義孫に法学者の内山尚三、曾孫に歴史家の鶴見太郎を持つ。
また、後藤の孫娘（長男・後藤一蔵の娘）は味の素創業家・鈴木忠治の六男で三菱自動車販売社長を務めた鈴木正雄に嫁ぎ、鈴木正雄の娘（すなわち後藤の曾孫）は元内閣総理大臣・桂太郎の曽孫に嫁いだ（桂の娘婿である長崎英造の孫）。